# Darkened Room
Darkened Room è un cortometraggio del 2002 scritto e diretto da David Lynch.

## Trama
All'interno di una stanza buia, una ragazza in lacrime si trova in evidente stato confusionale. Sarà una seconda ragazza ad aprirle gli occhi, mettendola di fronte ai suoi fantasmi.

## Produzione
Darkened Room è uno dei primi approcci di Lynch alla ripresa digitale, oggi divenuto il suo unico mezzo di ripresa.

## Distribuzione
Girato in digital video, il cortometraggio è stato distribuito nel 2007 all'interno del DVD Dynamic:01 - the best of davidlynch.com e sul sito ufficiale del regista.